# چیما دی برویو
چیما دی برویو (به لاتین: Cima di Broglio) یک کوه در سوئیس است که در کانتون تیچینو واقع شده‌است.چیما دی برویو ۲٬۳۸۵ متر بالاتر از سطح دریا واقع شده‌است.